# António de Araújo e Azevedo
Pour les articles homonymes, voir Araújo (homonymie), Araújo et Azevedo.
António de Araújo e Azevedo, comte da Barca (Ponte de Lima, 14 mai 1754 — Rio de Janeiro, 21 juin 1817), est un diplomate, un scientifique et un homme politique portugais.

## Biographie
En 1779, il concourt à la fondation de l'Académie des sciences de Lisbonne puis se rend à La Haye (1789) en qualité de ministre plénipotentiaire. Il y forme une excellente bibliothèque et est chargé  de négocier à Paris la paix entre le Portugal et le Directoire (1797). Ambassadeur de Berlin et de Saint-Pétersbourg, il exerce la charge de ministre et de secrétaire d'État chargé du Commerce du royaume du Brésil pendant la période johannine qu'il suit au Brésil en 1807. Il emporte alors avec lui une typographie, une collection minéralogique et un laboratoire de chimie. Au Brésil, il enseigne la fabrication de la porcelaine et publie sous le titre d'Hortus Araujensis, le catalogue des plantes de son jardin. Il effectue aussi les premiers essais d'acclimatation du thé au Brésil, y appelant même quelques chinois, et la fondation d'une école des beaux-arts.

## Œuvres
- Hortus Araujensis
- Apologie du Camoens

On lui doit aussi des traductions et deux tragédies.